# Huntsman Corporation
Huntsman Corporation är ett amerikanskt multinationellt företag inom den kemiska industrin. Företaget tillverkar bland annat kemikalierna amin, maleinsyraanhydrid, metylendifenyldiisocyanat, polyuretan och olika varianter av polymer.

## Historik
Företaget grundades 1970 som ett containerföretag med namnet Huntsman Container Corporation i Fullerton i Kalifornien av Jon Huntsman Sr., far till politikern och diplomaten Jon Huntsman. År 1982 gick företaget in i den kemiska industrin när företaget Huntsman Chemical Corporation grundades i Salt Lake City i Utah. År 1996 placerades alla Huntsman-företag under ett och samma företag. År 2007 försökte den nederländska konkurrenten Basell Polyolefins köpa Huntsman Corporation för 5,6 miljarder amerikanska dollar men affären gick i stöpet när det amerikanska riskkapitalbolaget Apollo Global Management erbjöd ett högre bud. Affären med Apollo blev ej av och avslutades officiellt i december 2008 efter förlikningar.